# Heilig-Geist-Spital (Mainz)

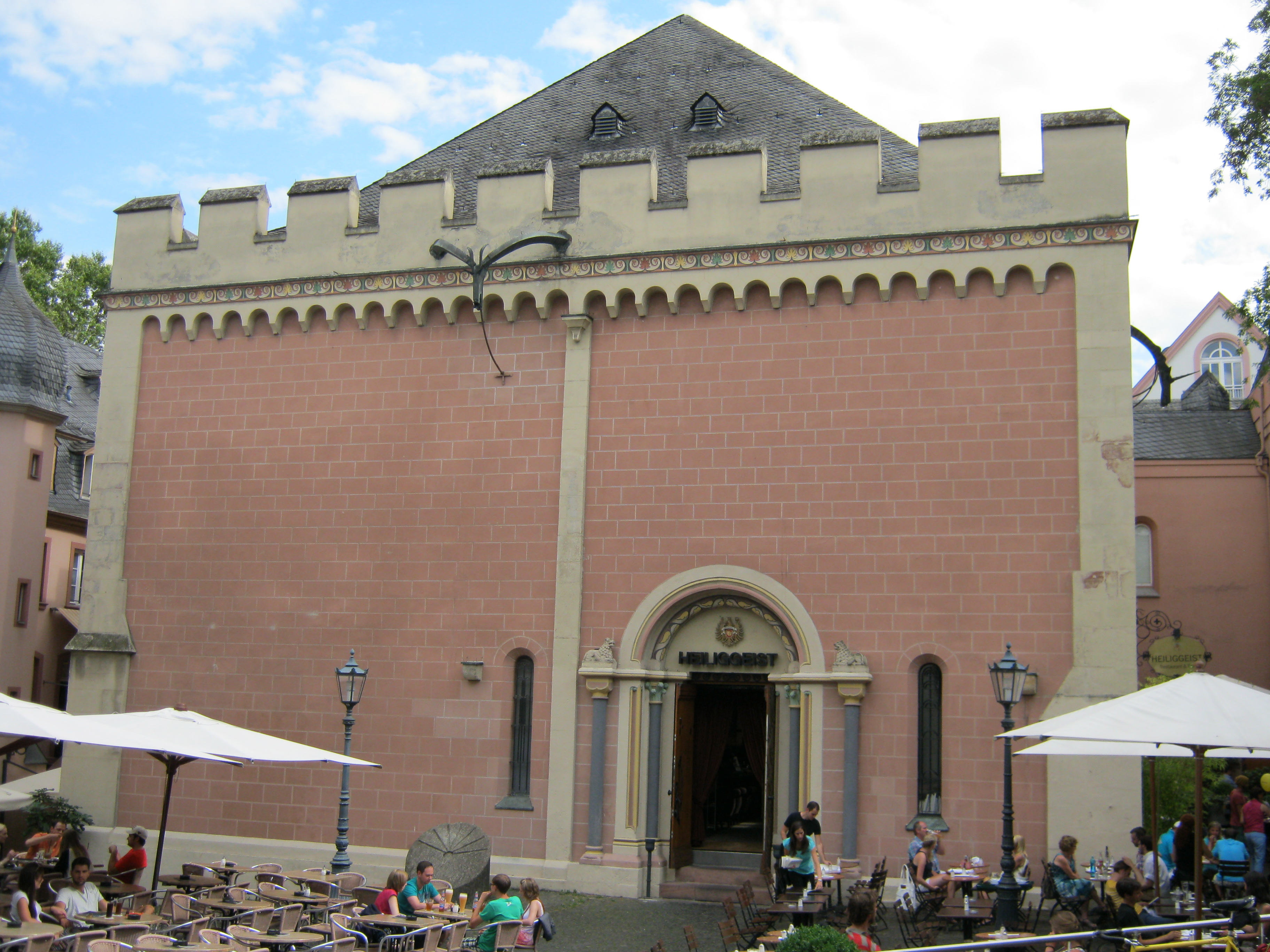
Das Gebäude des früheren Heilig-Geist-Spitals in Mainz

Das Heilig-Geist-Spital in Mainz war eine karitative mittelalterliche Hospitalstiftung zur Alten-, Armen- und Krankenpflege nach dem Vorbild von Santo Spirito in Sassia in Rom. Das spätromanische Spitalgebäude stammt ursprünglich aus dem Jahr 1236 und ist damit das älteste Bürgerhospital in Deutschland und einer der ältesten Spitalbauten in Europa. Es wurde ab 1804 als Lagergebäude, Korrektionsanstalt für junge Frauen sowie Turnhalle genutzt, seit 1863 dient es bis heute als Gaststätte.

## Geschichte
Das Heilig-Geist-Spital wurde in der Amtszeit des Mainzer Erzbischofs Siegfried III. von Eppstein (* um 1194; † 1249) am damaligen Rheinufer errichtet und diente als Ersatz für einen kleineren Spitalbau, der direkt neben dem Dom lag. Das Gebäude wurde 1236 seiner Bestimmung übergeben und unterstand zunächst dem Domstift. 1244, als Mainz zur Freien Stadt wurde, kam das Spital unter städtische Aufsicht. Die Südseite und die zum Rhein gewandte Ostseite des Gebäudes waren in die Stadtmauer integriert, so dass Hilfesuchende durch eine rheinseitige Pforte auch dann noch ins Spital gelangen konnten, wenn die Tore der Stadt geschlossen waren.

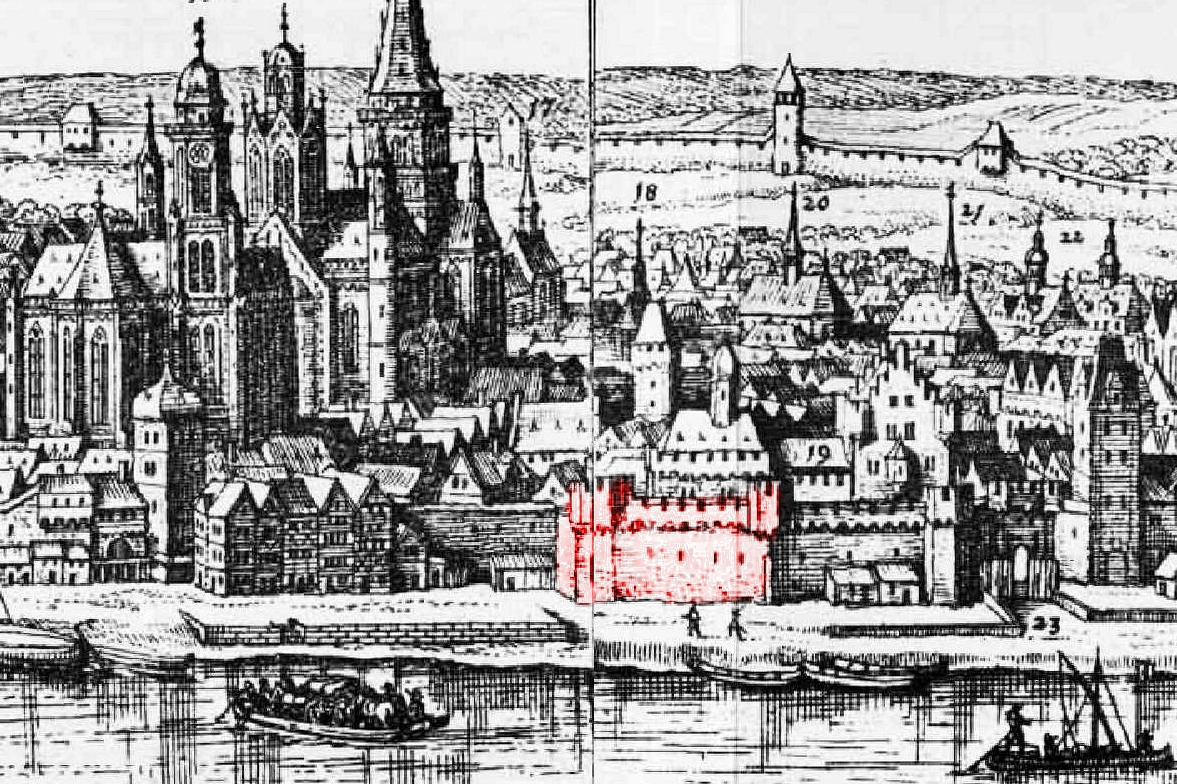
Das Heilig-Geist-Spital um 1633 (rot markiert), links im Bild der Mainzer Dom und die Liebfrauenkirche

Als Mainz 1462 nach seiner Niederlage in der Mainzer Stiftsfehde seine Stadtfreiheit wieder verlor, fiel das Heilig-Geist-Spital ans Domstift zurück, das es jetzt als Altersstift für Frauen nutzte. Ende des 15. Jahrhunderts wurde das spätromanische Gebäude grundlegend umgebaut: Unter anderem wurde die ursprünglich siebenschiffige Halle im Erdgeschoss erweitert. Hierfür wurden vier Schiffe zu einer zweischiffigen hohen Halle im gotischen Stil umgewandelt, indem man die Decke durchbrach und das Erdgeschoss mit einem darüber liegenden Saal vereinigte. Außerdem wurden die romanischen Fenster durch gotische Maßwerkfenster ersetzt.
Mit der Besetzung durch französische Revolutionstruppen und der Gründung der Mainzer Republik im Jahr 1792 sowie mit der Annexion durch Frankreich im Jahr 1797 kam das Spital wieder in den Besitz der Stadt. 1804 wurde es als Pflegeeinrichtung aufgelöst. Danach wurde das Spitalgebäude zunächst als Lagerhaus genutzt. Später beherbergte es auch eine Korrektionsanstalt für junge Frauen und diente als Turnhalle. 1861 wurde das rheinseitige Ostportal in das nördliche Querhaus des Mainzer Domes versetzt, um dort den Eingang zur Gotthardkapelle zu schmücken, und später durch eine vereinfachte Kopie ersetzt.
1863 wurde Das Spitalgebäude von der Stadt für 32.000 Gulden an die Mainzer deutschkatholische Gemeinde verkauft, die das Bauwerk bis 1864 mit einem Aufwand von 70.000 Gulden sanierte. Dabei wurden auch einige in früheren Jahrhunderten an den Außenwänden des Spitals errichtete Anbauten wieder entfernt. Während im Erdgeschoss eine Gaststätte eröffnete, hielt im Obergeschoss die Gemeinde ihre Gottesdienste ab. 1888 verkaufte die deutschkatholische Gemeinde das Gebäude an die Brey’schen Bierbrauerei, später ging es in das Eigentum der Nachfolgeunternehmen über (ab 1960 Binding-Brauerei, seit 2002 Radeberger Gruppe).

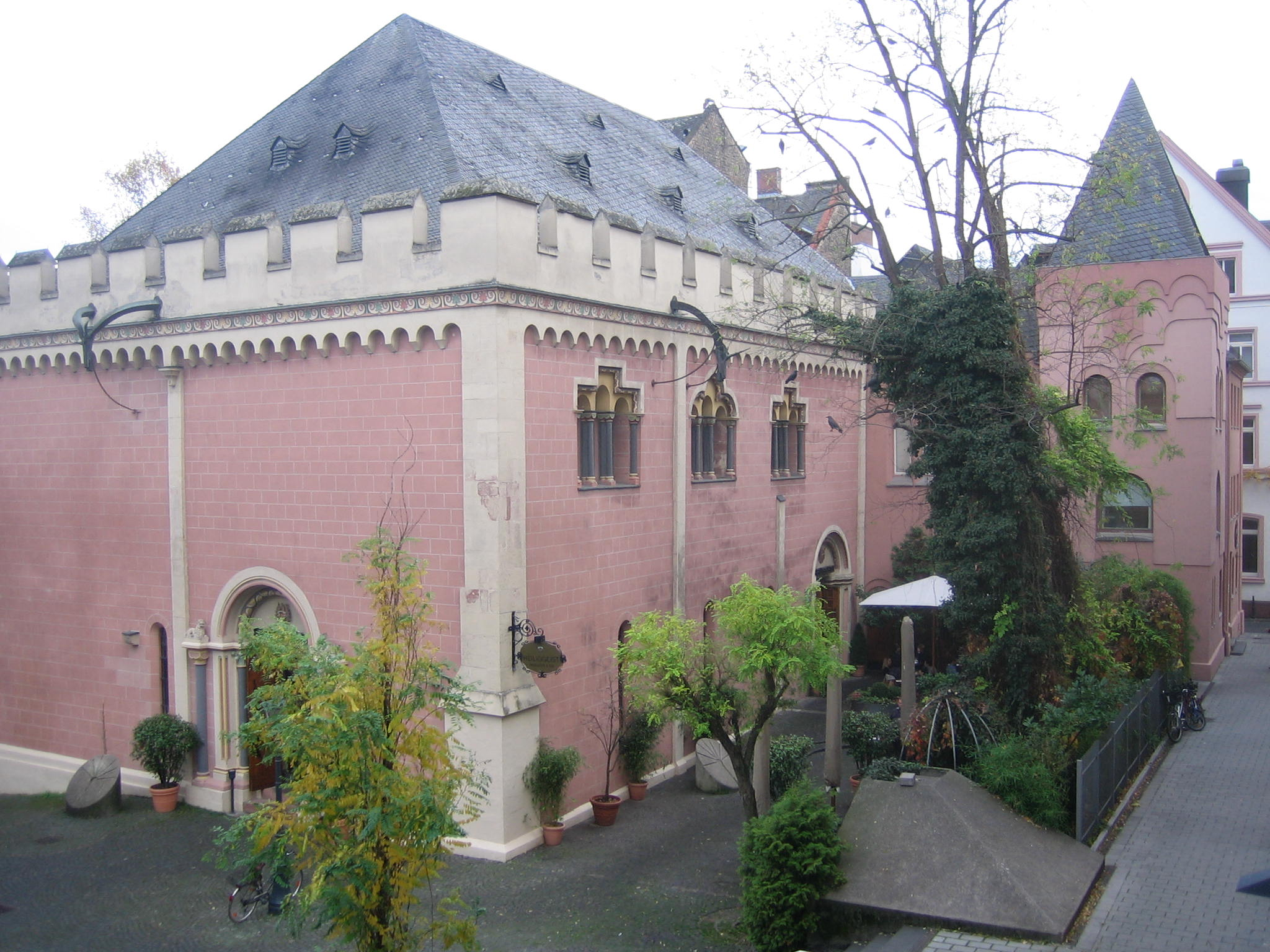
Das ehemalige Heilig-Geist-Spital, rechts im Bild ein Anbau aus dem 19. Jahrhundert

Im Zweiten Weltkrieg wurde das Bauwerk schwer beschädigt, aber bald nach Kriegsende wieder hergerichtet. In den 1950er Jahren war das Heilig-Geist ein beliebtes Tanzlokal. Ab 1975 wurde das Gebäude grundlegend saniert und teilweise in einen romanischen Zustand zurückgebaut. So wurden die gotischen Maßwerkfenster aus dem 15. Jahrhundert wieder beseitigt. Außerdem wurden weitere an den Außenwänden des Spitals errichtete Anbauten aus früheren Jahrhunderten entfernt. Nur an der Südwestecke des Gebäudes blieb bis heute ein Anbau aus dem 19. Jahrhundert. 1999 wurde das Spitalgebäude noch einmal renoviert, es steht unter Denkmalschutz.
Im Untergeschoss wird unter dem Namen Heiliggeist bis heute eine Gaststätte betrieben. Von 1963 bis 2018 und wieder seit 2023 wird das Obergeschoss vom Männerbund Schlaraffia Moguntia genutzt. Im Jahr 2017 wurde das Gebäude von den Mainzer Unternehmern Batu Aslan und Tilman Au gekauft.

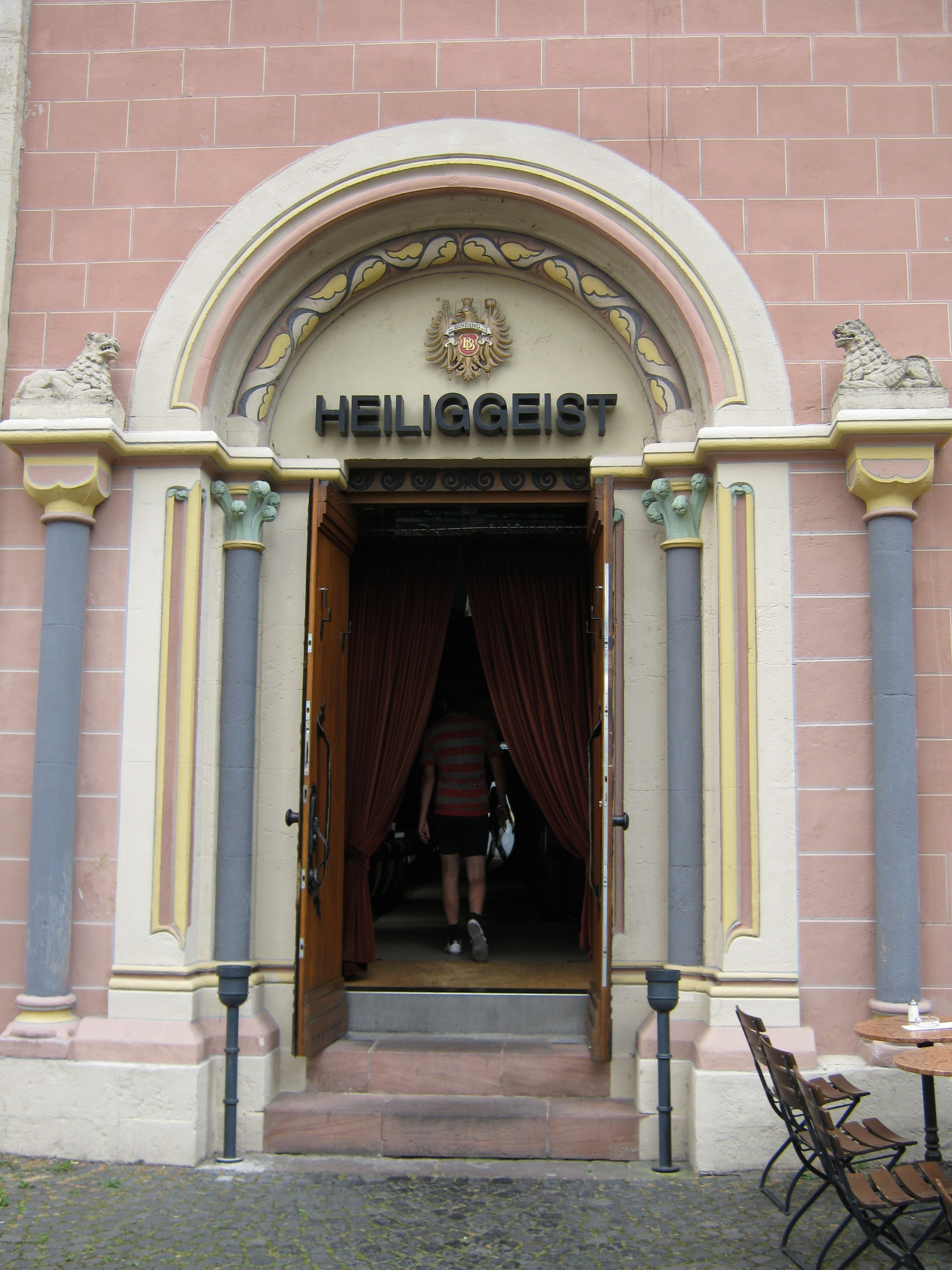
Nordportal des Spitals
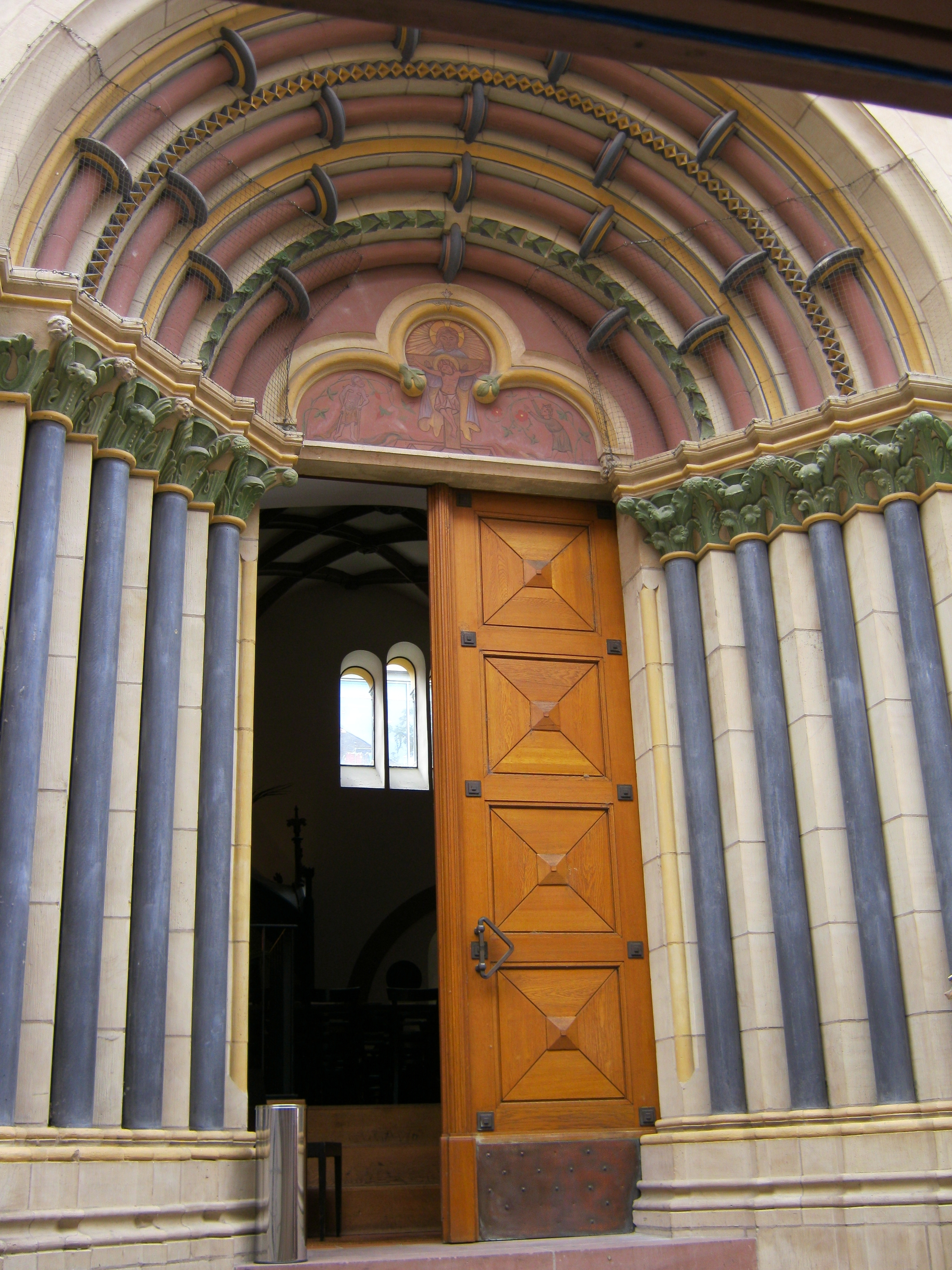
Ostportal des Spitals
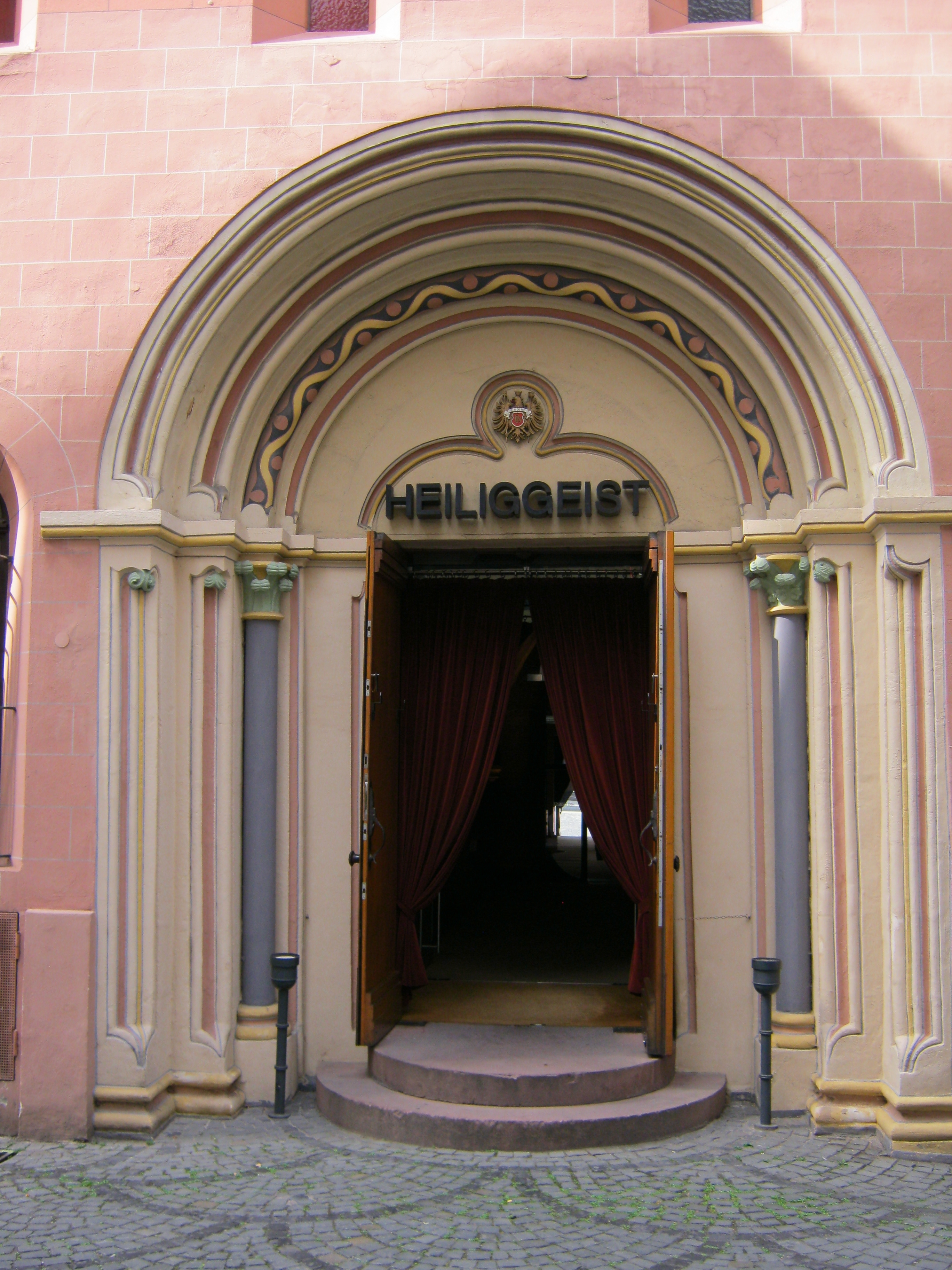
Südportal des Spitals
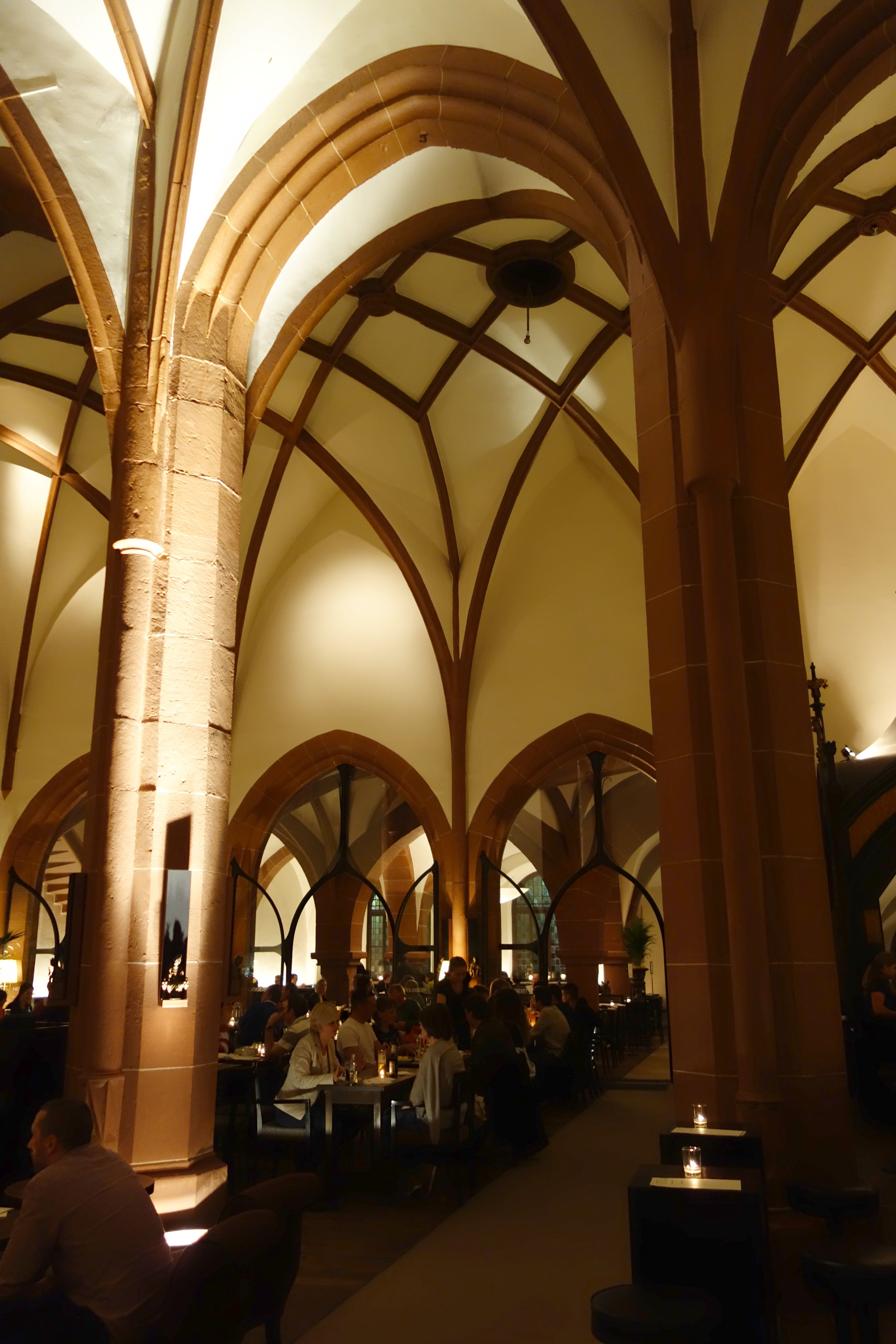
Innenansicht

## Aussehen

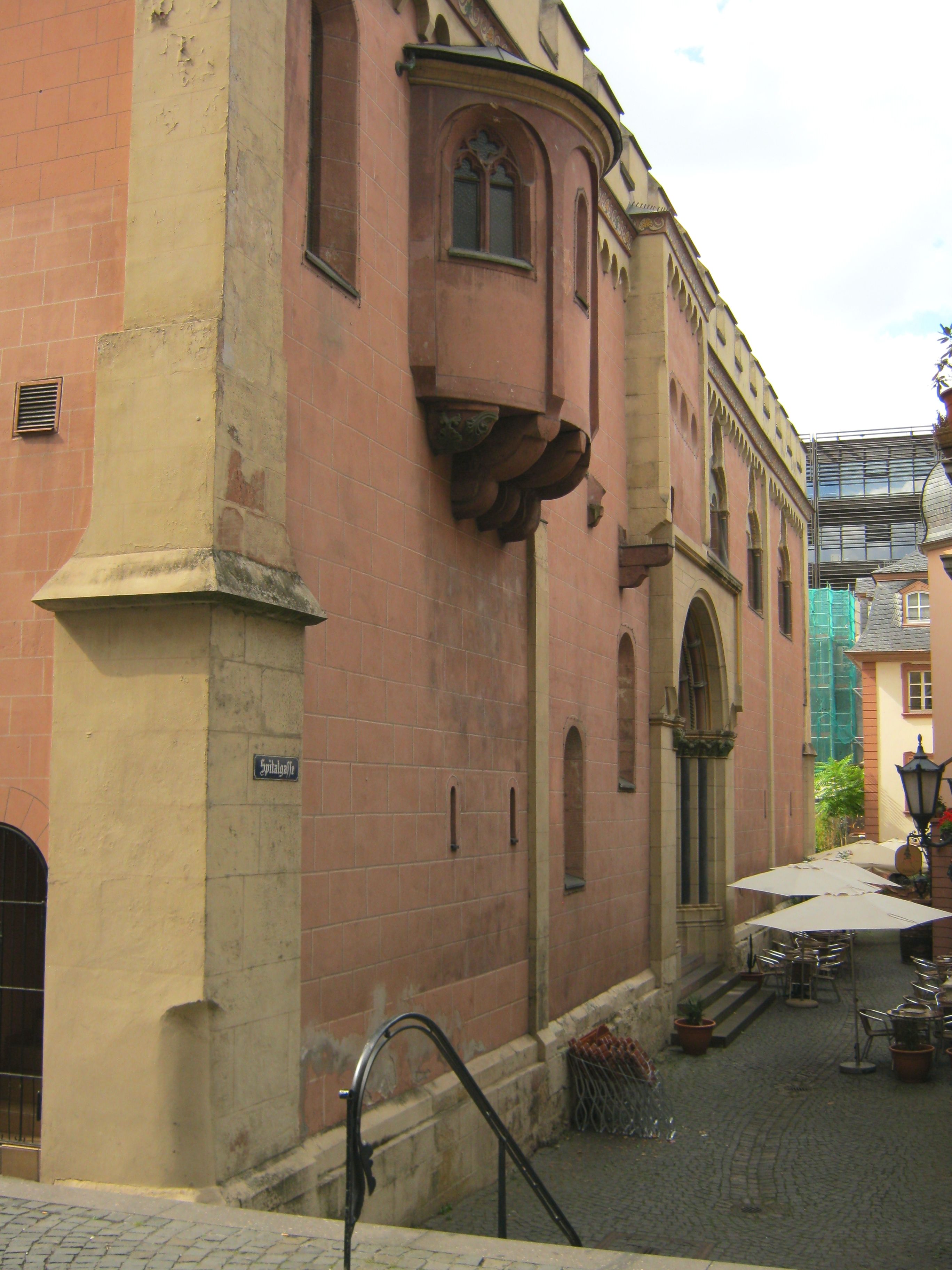
Die Ostseite des früheren Heilig-Geist-Spitals mit dem Chörlein

Das Mainzer Heilig-Geist-Spital wurde im spätromanischen Stil vorwiegend aus rotem Sandstein erbaut. Das kubische Gebäude hat einen Grundriss von 33 mal 19 Meter und seine zwei Geschosse werden von einem Walmdach gekrönt. An den vier Seiten des Gebäudes befindet sich jeweils ein großes Stufenportal, die zum Teil reich verziert sind. Außerdem werden die vier Fassaden durch Rundbogenfenster gegliedert, durch Umbauten im Laufe der Jahrhunderte aber auf sehr unterschiedlicher Weise: Während die Südfront abgesehen von zwei schmalen, hohen Öffnungen neben dem Portal fensterlos ist, befinden sich an der Nord- und Westseite Fenster im Erd- und Obergeschoss. Die rheinseitige Ostfassade dagegen hat fast nur im Obergeschoss Fenster – darunter auch einige in einem gotischen Chörlein. Alle vier Fassaden werden oben mit einem Zinnenkranz abgeschlossen.
Auch das Innere des Spitalgebäudes wurde durch Umbauten mehrfach verändert. Im Erdgeschoss befand sich ein ursprünglich siebenschiffiger Gewölbesaal, von dem heute nur noch drei Schiffe erhalten sind. Wo bis Ende des 15. Jahrhunderts die vier anderen Schiffe waren, befindet sich heute eine zweischiffige Halle, deren gotisches Kreuzgewölbe bis zu zwölf Meter hoch ist. Im südlichen Teil des Obergeschosses befand sich eine Kapelle, deren Apsis heute noch als Chörlein aus der Ostfassade des Gebäudes hervorragt. Unter dem Chörlein befand sich früher eine Pforte, durch die Hilfesuchende auch dann noch ins Spital gelangen konnten, wenn die Stadttore geschlossen waren.